# King King (groupe)
King King est un groupe de blues rock britannique, originaire de Glasgow, en Écosse.

## Biographie
Le groupe est formé au début de l'année 2009 à Glasgow par le guitariste écossais Alan Nimmo. Dans une interview, il explique que le nom du groupe lui a été inspiré par un album de The Red Devils, King King, faisant allusion à un bar du même nom à Los Angeles, mais que l’hommage implicite rendu à des guitaristes comme B.B. King ou Albert King n’était pas non plus indifférent à ce choix.
Alan Nimmo, leader du groupe, était déjà familier de la scène internationale qu’il arpentait avec son frère Stevie au sein des Nimmo Brothers. King King est formé de Alan Nimmo (guitares, voix), Lindsay Coulson (basse), Bob Fridzema (claviers), et Wayne Proctor (batterie). Ensemble, ils produisent un son énergique, puissant et funky[réf. souhaitée]. Cinq albums dont un Live sont publiés par le groupe depuis 2011, précédé d’un EP Broken Eal produit par la même équipe que celui des Arctic Monkeys, Kaiser’s Chief et Editors, et diffusé sur toutes les radios. L'album Reaching for the Light est sorti en mai 2015.
Andrew Scott remplace Wayne Proctor à la batterie dans le courant de l'été 2019.
La sortie du 5ème album studio, dont l'enregistrement a commencé à l'été 2019, est prévue pour l'été 2020.

## Récompenses
Lauréats des titres de meilleur groupe et de meilleur album 2011 attribués par le magazine anglais Blues Matters, ils remportent également les titres de meilleur groupe et meilleur album 2012, 2013 et 2014 des British Blues Awards. En 2015, Alan Nimmo remporte le titre de Meilleur chanteur et Wayne Proctor celui de Meilleur batteur des mêmes British Blues Awards. La même année, le groupe est intégré au British Blues Awards Hall of Fame pour avoir remporté le titre de « meilleur groupe » trois années de suite.
Cinq nouvelles récompenses leur sont décernées en 2016 à savoir : chanteur de l'année (Alan Nimmo), bassiste de l'année (Lindsay Coulson), album blues de l'année (Reaching for the Light – King King), chanson blues de l'année (Rush Hour – King King), auteur-compositeur de l'année (King King)

## Membres

### Membres actuels
- Alan Nimmo - chant, guitare
- Lindsay Coulson - basse
- Bob Fridzema - claviers
- Andrew Scott - batterie

### Anciens membres
- Bennett Holland - claviers
- Craig Blundell - batterie
- Wayne Proctor - batterie

## Discographie

### Albums studio
- 2011 : Take My Hand

1. Lose Control
2. Take My Hand
3. Don’t You Get The Feeling
4. Feels Like Rain
5. Heart Without A Soul
6. All Your Life
7. I’ll Fight My Way
8. Old Love
9. Broken Heal
10. Mr. Highway Man
11. Nothing Takes The Place Of You

- 2013 : Standing in the Shadow

1. More Than I Can Take
2. Taken What's Mine
3. A Long History Of Love
4. Jealousy
5. What Am I Supposed To Do
6. One More Time Around
7. Can't Keep From Trying
8. Coming Home (Rest Your Eyes)
9. Heavy Load
10. Let Love In

- 2015 : Reaching for the Light

1. Hurricane
2. You Stopped The Rain
3. Waking Up
4. Rush Hour
5. Crazy
6. Lay With me
7. Just A Little Lie
8. Take A Look
9. Stranger To Love

- 2017 : Exile & Grace

1. (She Don't) Gimme No Lovin'
2. Heed The Warning
3. Broken
4. Find Your Way Home
5. Tear It All Up
6. Betrayed Me
7. Long Time Running
8. Nobody Knows Your Name
9. I Don't Wanna Lie

### Album live
- 2016 : King King LiveCD1

1. Loose control
2. Wait on time
3. Waking Up
4. Rush Hour
5. A long history of love
6. More than I can take

CD2
1. You stopped the rain
2. Jealousy
3. Crazy
4. All your life
5. Stranger To Love
6. Let love in

DVD
1. Loose control
2. Waking Up
3. Rush Hour
4. A long history of love
5. More than I can take
6. You stopped the rain
7. Jealousy
8. Crazy
9. All Your Life
10. Stranger To Love
11. Old love
12. Let love in